# Statue équestre de Vercingétorix
Pour les articles homonymes, voir Monument à Vercingétorix.
La statue équestre de Vercingétorix est une statue équestre en bronze installée en 1903 à Clermont-Ferrand, sur la place de Jaude, sculptée par Auguste Bartholdi, et représentant Vercingétorix, roi des Arvernes et vainqueur du siège de Gergovie qui s'est déroulé non loin.

## Localisation
La statue est située à l'extrémité nord de la place de Jaude. Elle fait face au Monument au général Desaix, situé à l'extrémité sud de la place.

## Histoire

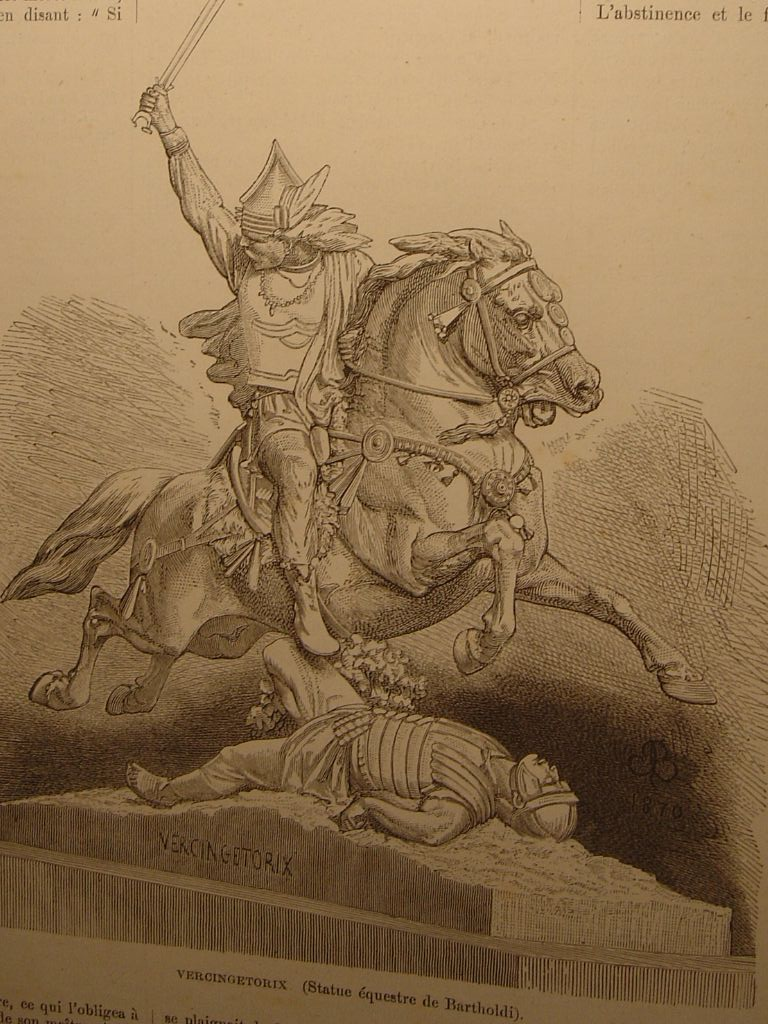
Croquis de la sculpture de Bartholdi, paru dans l'hebdomadaire belge L'Illustration européenne en 1872.

Auguste Bartholdi conçut initialement une statue équestre monumentale pour le projet de monument sur le plateau de Gergovie. Le plâtre qu'il exposa au Salon de 1870 fut acheté par l'État. Mais les dimensions interdirent sa réalisation. C'est finalement une colonnade en pierre de Volvic de l'architecte clermontois Jean Teillard qui fut érigée en 1900, et il fut décidé que l'œuvre de Bartholdi, aux dimensions revues, serait installée sur une place de Clermont-Ferrand. Elle fut inaugurée le 12 octobre 1903 par Louis Renon, le maire de Clermont-Ferrand.
À l'époque de la construction de la statue, la Troisième République se cherche des valeurs dans le passé historique de la France. Et un thème ressort : les Gaulois. C'est pourquoi, dans plusieurs endroits en France, on peut retrouver des statues de Vercingétorix, le héros de Gergovie.
Cette statue fait l’objet d’un classement au titre des monuments historiques depuis le 19 mai 1994.

## Description
La statue en bronze est dans la tradition du Bernin. Le cheval saute au dessus de l'adversaire romain qui est au sol. Voulant évoquer un mouvement intense et violent, Bartholdi a représenté le cheval dans un mouvement entre saut et galop, aucun de ses sabots ne touchant sol. Le visage de Vercingétorix est inspiré du visage de Napoléon III jeune et exprime la résignation après la défaite,,.
La statue comporte des anachronismes. Pour l'armement et l'équipement de Vercingétorix et du cheval, Bartholdi s'est inspiré des collections du Musée des antiquités nationales (aujourd'hui musée d'Archéologie nationale à Saint-Germain-en-Laye). Les équipements et armes portés par Vercingétorix datent pour la plupart de l'âge du bronze moyen (soit plus d'un millénaire avant l'époque du chef gaulois), de l'âge du fer pour son épée  et de l'époque gallo-romaine pour l'équipement du cheval. Bartholdi y ajoute aussi un casque ailé, équipement sans aucun fondement historique mais qui correspond à l'image du héros gaulois dans la conscience collective française du début du XXe siècle.
Le piédestal de la statue porte les inscriptions suivantes :
- côté ouest : « À Vercingetorix » ;
- côté est : « Au héros de Gergovie » ;
- côté sud : « J’ai pris les armes pour la liberté de tous » ;
- côté nord : « Élevé par souscription publique, inauguré le 11 octobre 1903, M. Renon étant maire »

## Maquettes et copies
Plusieurs maquettes du monument sont conservées au musée d'art Roger-Quilliot de Clermont-Ferrand,,,,.
En 1906, l'Automobile Club d'Auvergne a fait réaliser, d'après cette statue, un trophée en argent pour l'unique édition de la Coupe d'Auvergne qu'elle organisait cette année-là, ; ce trophée est également conservé au musée Roger-Quilliot.

## Galerie photos

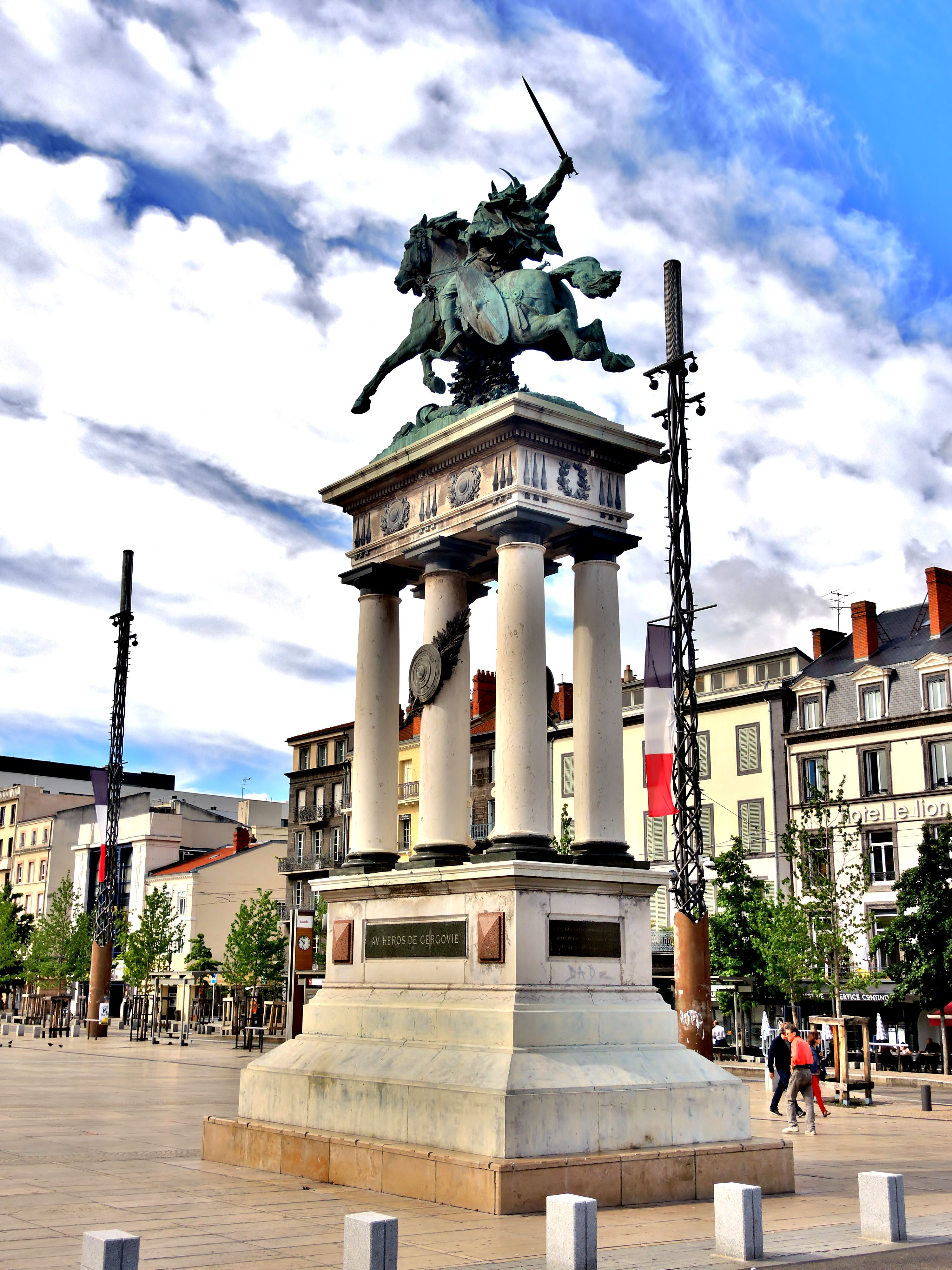
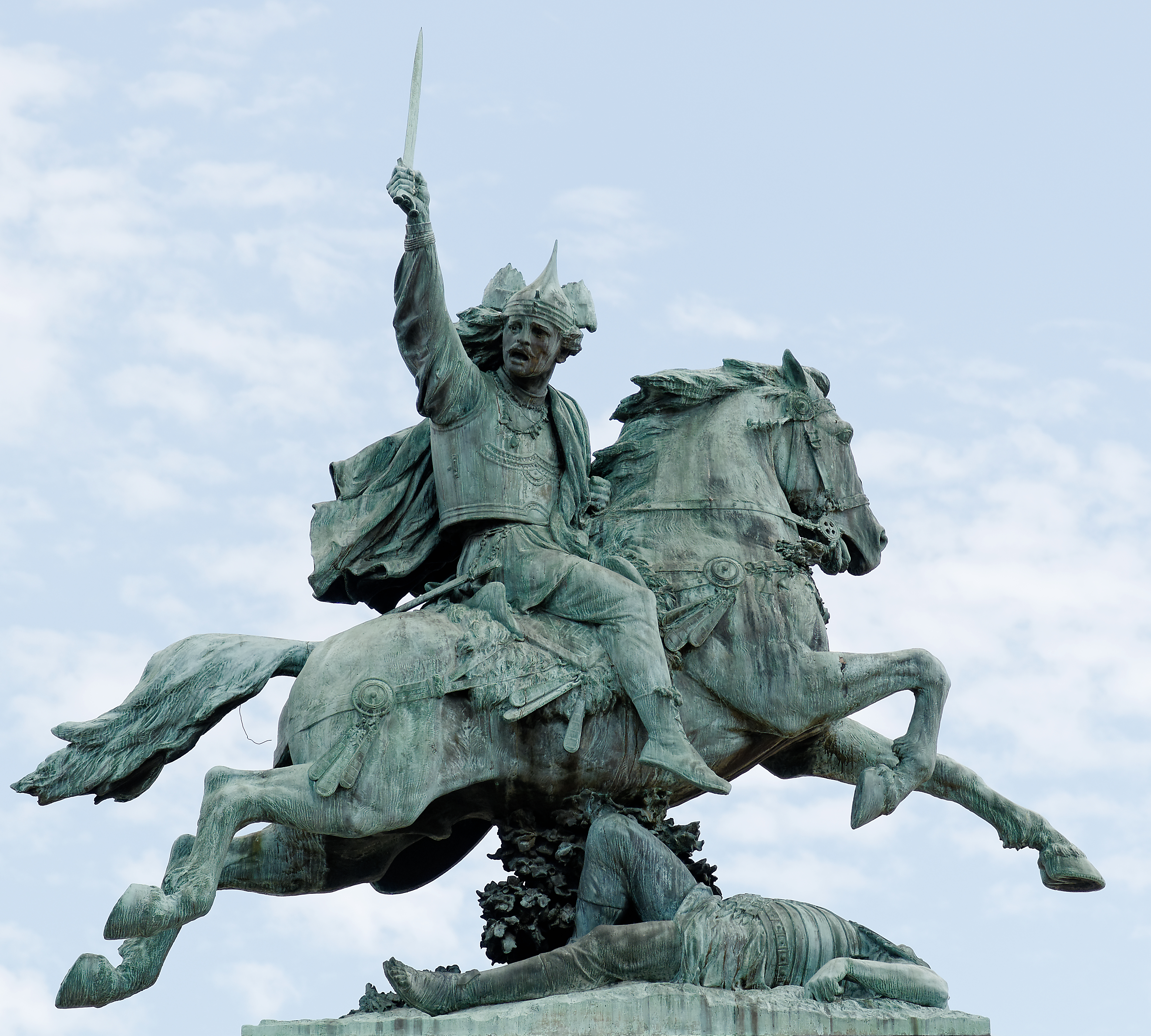
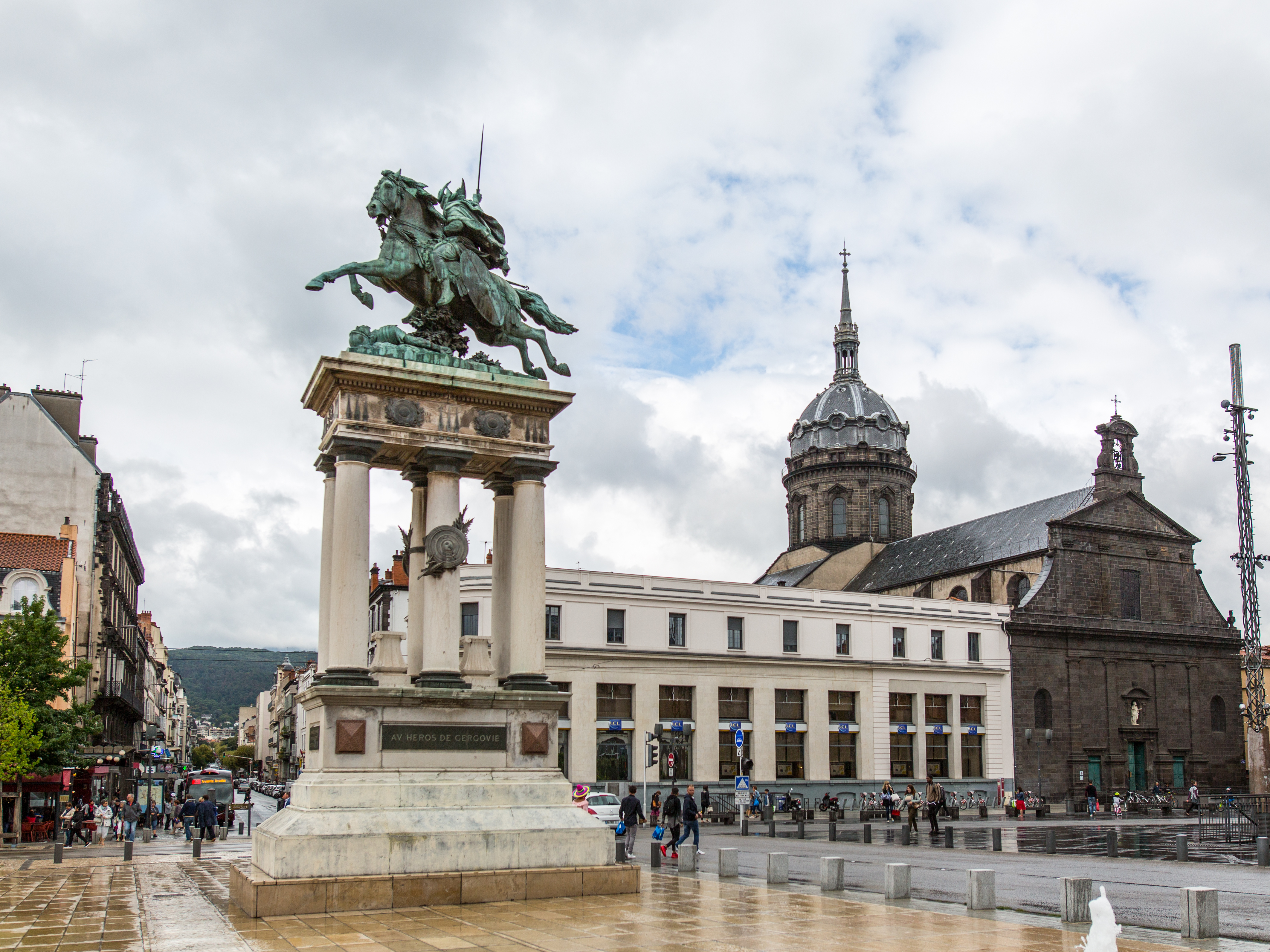